# CD Olimpia
Der Club Olimpia Deportivo ist ein Fußballverein aus Tegucigalpa, der Hauptstadt von Honduras. Der Verein wurde 1912 als Baseballverein gegründet und betreibt seit 1927 auch den Fußballsport, dieser Tage der einzige Daseinszweck von Olimpia. Bereits 1928 gewann der Verein seinen ersten Wettbewerb und wurde seither zum Rekordmeister des Landes. International fand Olimpia Beachtung durch seine beiden Triumphe in der Concacaf Champions League in den Jahren 1972 und 1988 – der bislang einzige honduranische Verein der hier zu reüssieren vermochte. Wegen seiner weißen Spielkleidung wird auf den Verein auch oft als los Merengues („die Baisers“) und los Albos („die Weißen“) Bezug genommen.
Zu den Vereinslegenden gehören die Rekordstürmer Wilmer Velásquez und der naturalisierte Brasilianer Denilson Costa. Maynor Figueroa, Wilson Palacios und David Suazo gehören zu den Spielern, die sich seit 2000 in Europa durchsetzen konnten. Mit sechs, bzw. fünf Titeln sind Carlos Padilla Velásquez und José de la Paz Herrera die erfolgreichsten Meistertrainer der Vereinsgeschichte.
Olimpia trägt – wie auch der Erzrivale CD Motagua – seine Heimspiele im Nationalstadion der Hauptstadt aus, das oft auch nach dem vormaligen Präsidenten von Honduras als Estadio Tiburcio Carías Andino bezeichnet wird. Das Stadion wurde 1948 eröffnet und fasst rund 35.000 Zuseher.

## Erfolge
- CONCACAF Champions League: 1972, 1988
- CONCACAF League: 2017
- Copa Interclubes UNCAF: 1999, 2000

- Meisterschaft von Honduras:
  - Graue Vorzeit: (6) 1956/57, 1957/58, 1958/59, 1960/61, 1962/63, 1963/64
  - Professionelle Ära: (27) 1966/67, 1967/68, 1969/70, 1971/72, 1977/78, 1982/83, 1984/85, 1986/87, 1987/88, 1989/90, 1992/93, 1995/96, 1996/97, 1998/99, Apertura 2000/01, Ap. 2002/03, Clausura 2003/04, Cl. 2004/05, Ap. 2005/06, Cl. 2005/06, Cl. 2007–08,  Ap. 2008–09, Cl. 2009/10, Ap. 2011/12, Cl. 2011/12, Ap. 2012/13, Cl. 2012/13
- Pokal von Honduras: 1995/96, 1998/99

## Spieler
- Maynor Suazo (2002–2003)